# Rue Georges-Ohnet
La rue Georges-Ohnet est une voie de Toulouse, chef-lieu de la région Occitanie, dans le Midi de la France.

## Situation et accès

### Description
La rue Georges-Ohnet est une voie publique. Elle se trouve dans le quartier de Croix-Daurade, dans le secteur 3 - Nord.
Elle naît au carrefour de la rue Théodore-de-Banville et de la rue Auguste-Luchet, dans le prolongement de la première et perpendiculairement à la seconde. Dans sa première partie, elle est orientée au sud-est. Après avoir longé le gymnase Georges-Ohnet, au niveau d'un rond-point qui se forme avec l'impasse Jean-Racaud, face à l'entrée du collège Hubertine-Auclert, elle oblique à angle droit, au nord-est. Elle rencontre ensuite l'avenue d'Atlanta et, dessert la zone d'activités Montblanc. Après avoir donné naissance à l'impasse du Docteur-Bignères, elle oblique à nouveau à angle droit, au sud-est, puis à nouveau au nord-est. Elle aboutit enfin à la rue Maurice-Caunes, au carrefour de laquelle elle se termine.
La chaussée compte une seule voie de circulation automobile en sens unique, de la grande-rue Saint-Michel vers la place du Busca. Elle appartient à une zone 30 et la vitesse y est limitée à 30 km/h. Il n'existe pas de piste, ni de bande cyclable, quoiqu'elle soit à double-sens cyclable.

### Voies rencontrées
La rue Georges-Ohnet rencontre les voies suivantes, dans l'ordre des numéros croissants (« g » indique que la rue se situe à gauche, « d » à droite) :
1. Rue Théodore-de-Banville (g)
2. Rue Auguste-Luchet (d)
3. Impasse Jean-Racaud (d)
4. Avenue d'Atlanta
5. Impasse du Docteur-Bignères (g)
6. Rue Maurice-Caunes

## Odonymie
En 1938, la municipalité a attribué à la rue le nom de Georges Ohnet (1848-1918). Journaliste, dramaturge et romancier, il se fait l'« historiographe de la bourgeoisie française » et rencontre le succès auprès du public, quoique méprisé par la critique littéraire.

## Patrimoine et lieux d'intérêt

### Collège Hubertine-Auclert

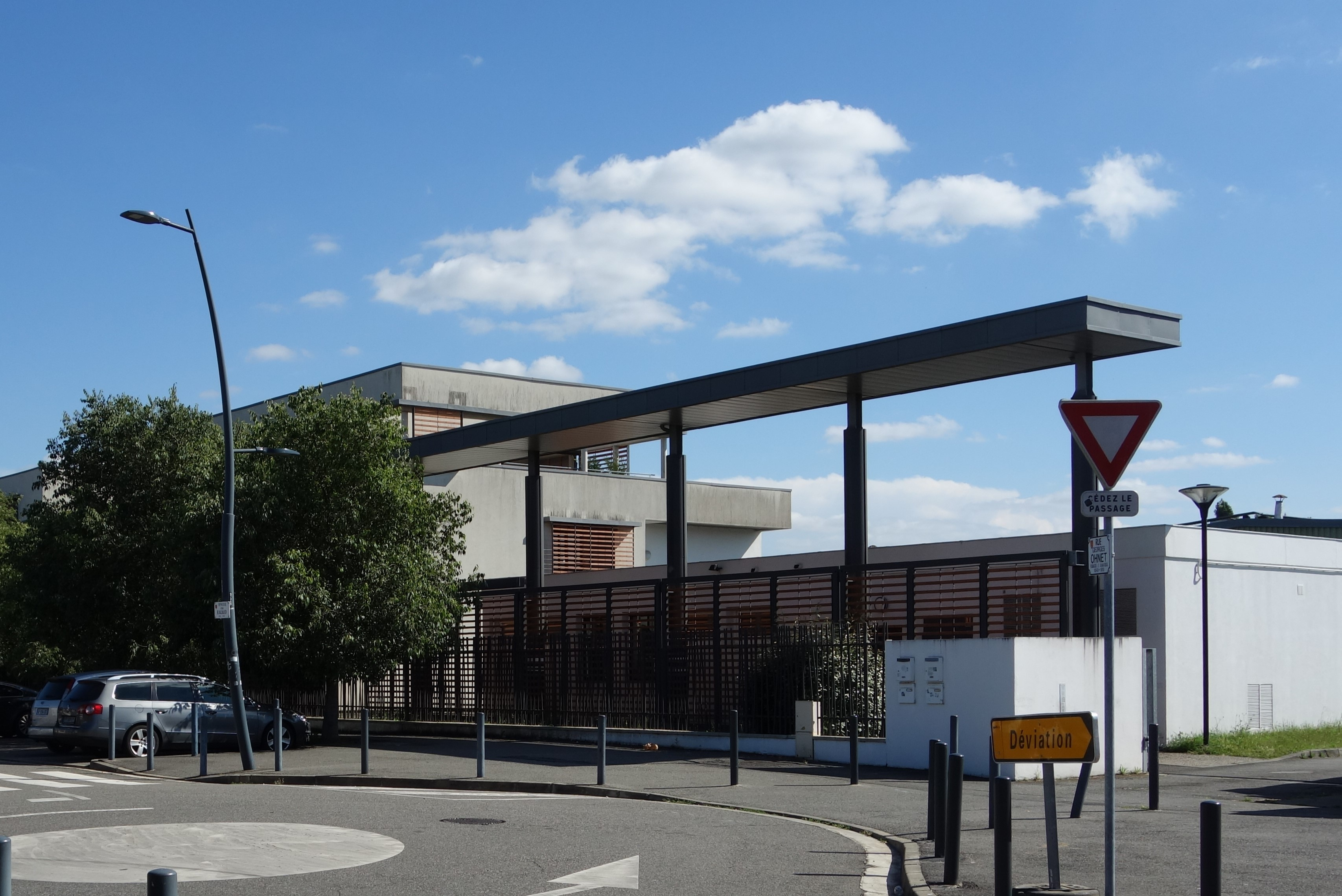
no 12 : l'entrée du collège Hubertine-Auclert.

Le collège de Croix-Daurade ouvre en 1967. Entre 2008 et 2010, il bénéficie d'une profonde rénovation, qui passe par la démolition et la reconstruction des bâtiments. En 2013, par décision du conseil général de la Haute-Garonne, il est rebaptisé du nom d'Hubertine Auclert. En 2018, dans le contexte de croissance démographique rapide des quartiers du nord de la ville, de nouveaux travaux visent à démolir et reconstruire plusieurs bâtiments afin d'améliorer sa capacité d'accueil. Ils sont menés par l'agence d'architectes Groupe Empreintes.
Par ailleurs, le collège, qui souffre d'une mauvaise réputation et de conditions de travail difficiles, est classé en réseau d'éducation prioritaire (REP),,,.

### Immeuble et maisons

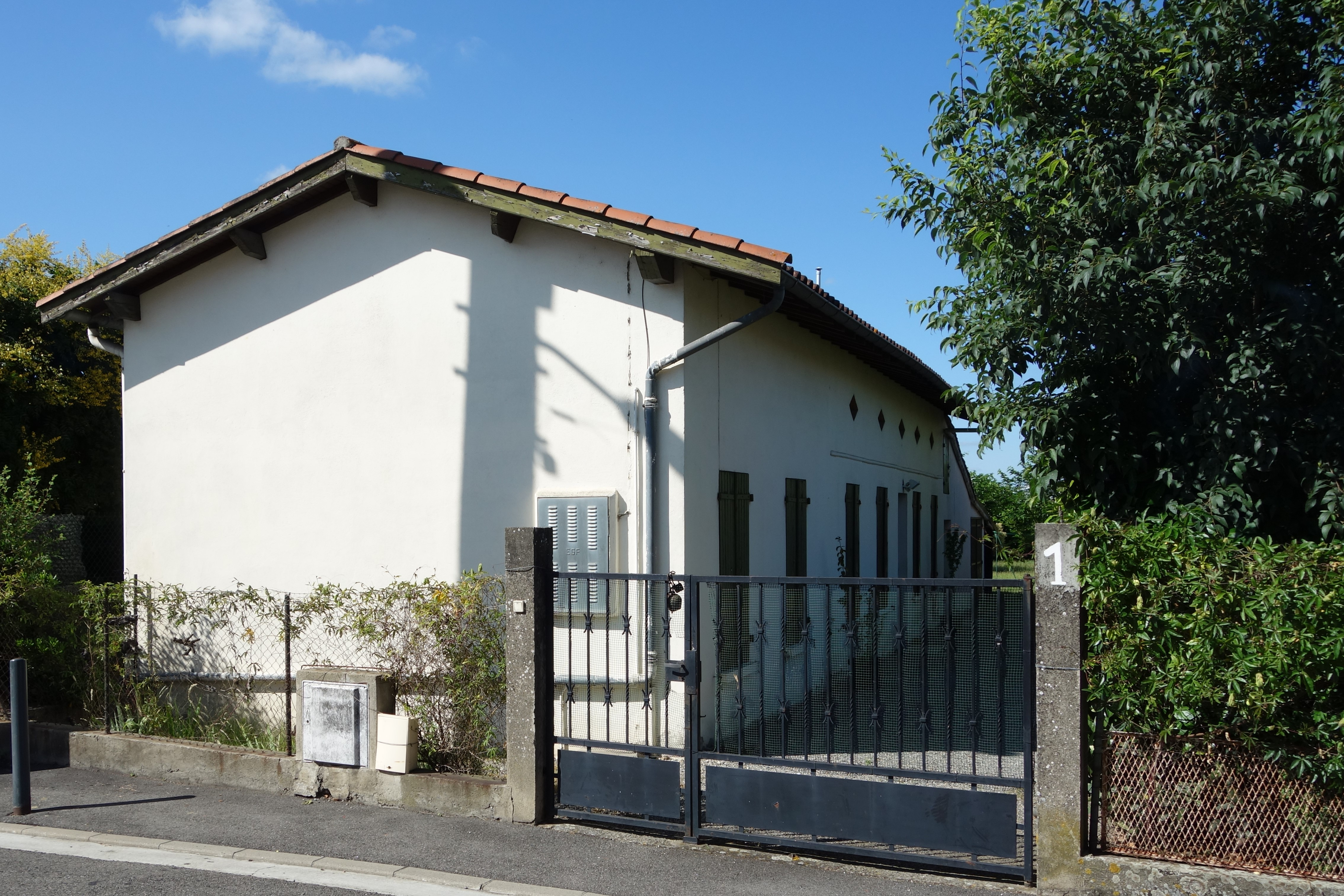
no 1 : ferme.

- no  1 : ferme (deuxième moitié du XIXe siècle).
- no  2 : maison (premier quart du XXe siècle)[7].
- no  3 : ferme (deuxième moitié du XIXe siècle)[8].
- no  14 ter : résidence Ô Georgia (2021-2023).
- no  44 : ferme (deuxième moitié du XIXe siècle).

### Zone d'activité Montblanc
La zone d'activité Montblanc est un parc d'activité à vocation artisanale, géré par le service du développement économique de Toulouse Métropole. Il couvre une superficie de 11 hectares, approximativement limitée au sud par la rue André-Vasseur, à l'ouest par l'avenue d'Atlanta, au nord par l'impasse Alphonse-Brémond et à l'est par le périphérique.